# تروی جنتیله
تروی جنتیله (به انگلیسی: Troy Gentile) (زاده ۲۷ اکتبر ۱۹۹۳ ) بازیگر آمریکایی است.
از فیلم‌های معروف او می‌توان به بازی در فیلم دریل‌بیت تیلور و سوپر ناچو اشاره کرد.
پدر او آلبرت فرشی اصالتا اهل ایران است

## اوایل زندگی
جنتیل در  بوکا راتون فلوریدا زاده شد هنگامی که او چهار ساله بود ، خانواده اش به لس انجلس ، کالیفرنیا مهاجرت کردند. پدر او اصالتاً ایرانی است. و مادر او اهل نیویورک است که اصالتی ایتالیایی دارد.